# Andrés Alcázar y Díez de Navarrete
Andrés del Alcázar y Díez de Navarrete, 4.° conde de la Marquina (Santiago, 1747 - Lima, Perú, 1824), fue un militar y político chileno.

## Biografía
Hijo de Ignacio José del Alcázar y Barrios, 3.er conde de la Marquina, y de María de la Concepción Díez de Navarrete y Donichea.
Participó en la campaña de Arauco comandada por el gobernador Ambrosio O'Higgins. Corregidor (1770) y alcalde de Concepción (1779), fue diputado en el primer Congreso Nacional (1811), en representación del bando realista. En 1813 asumió el mando de la infantería de Concepción y entregó la plaza, sin combatir, a las fuerzas patriotas. Luego del desastre de Rancagua (1814), el gobernador Mariano Osorio lo nombró presidente del Tribunal de Vindicación de las provincias del sur. Después de la causa independentista (1818) se radicó definitivamente en Lima.
Casó con Felisa de Benavente y Roa.